# ハンス＝ユルゲン・クライシェ
ハンス＝ユルゲン・クライシェ（ドイツ語: Hans-Jürgen Kreische、1947年7月19日 -）は、ドイツ（旧東ドイツ）出身の元サッカー選手、サッカー指導者。ポジションはFW。

## 経歴
選手時代は一貫してディナモ・ドレスデンに在籍。1964年から1978年にリーグ戦234試合出場127得点を記録した。また得点王4回（1971年、1972年、1973年、1976年）と年間最優秀選手賞1回（1973年）を受賞した。
東ドイツ代表としては1968年のチリ戦で代表デビューを飾り、1972年のミュンヘンオリンピックでは5得点を挙げ銅メダル獲得、1974年のFIFAワールドカップ・西ドイツ大会西ドイツ大会2次リーグ進出に貢献するなど国際Aマッチ50試合出場25得点を記録した。
現役引退後は指導者の道へ進み、古巣のディナモ・ドレスデンのユースコーチを務めていたが、1995-96シーズンにトップチームの監督を務めた。

## エピソード
- 父親のハンス・クライシェも元サッカー選手で、ドレスデナーSC在籍時代にはヘルムート・シェーンと共にプレーをしている。